# ساهو
ساهو هو فيلم أكشن وإثارة هندي من بطولة برابهاس،شرادها كابور،جاكي شروف،آرون فيجاي ونيل نيتين موكيش،تم عرض الفيلم في 30 أغسطس 2019.

## روابط خارجية
- ساهو على موقع IMDb (الإنجليزية)
- ساهو على موقع روتن توميتوز (الإنجليزية)
- ساهو على موقع نتفليكس (الإنجليزية)
- ساهو على موقع بوكس أوفيس موجو (الإنجليزية)
- ساهو على موقع قاعدة بيانات الفيلم (الإنجليزية)
- ساهو على موقع ليتربوكسد (الإنجليزية)
- ساهو على موقع كينوبويسك (الروسية)